# Folkrepubliken Bulgarien
Folkrepubliken Bulgarien (bulgariska: Народна република България/Narodna republika Balgariya) var det officiella namnet på den bulgariska staten åren 1946–1990, då den styrdes av Bulgariens kommunistiska parti. Bulgarien var en så kallad satellitstat allierad med Sovjetunionen och ingick i östblocket. Landet var medlem av Warszawapakten och Comecon. 
Efter 1989 års händelser i Östeuropa omvandlades det bulgariska kommunistpartiet till det bulgariska socialistpartiet, vilket antog en center-vänsterideologi i stället för den gamla marxism-leninismen.

## Historia

### De tidiga åren och Tjervenkov-eran

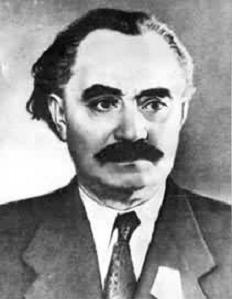
Georgi Dimitrov.

I och med Sovjetunionens invasion av Bulgarien genomfördes en statskupp 1944, stödd av den sovjetiska armén, och en ny regim infördes, ledd av Fosterländska fronten (FF). Bulgarien förklarade krig mot Tyskland och deltog sedan aktivt i kriget på de allierades sida och bulgariska trupper stred under befrielsen av Jugoslavien samt invasionen av Österrike – där den bulgariska armén var med om hårda strider, främst i Wien.
1946 blev Georgi Dimitrov, en nära vän till Josef Stalin, premiärminister. Samma år hölls en folkomröstning, där 95 procent av väljarna röstade mot monarkin och för en republik. 
Strax efter att Bulgarien blivit en folkrepublik, flydde den unge tsaren Simeon II från Bulgarien med sin syster och mor. Vasil Kolarov var statsöverhuvud fram till den nya konstitutionen kom 1947.
1950, efter Vasil Kolarovs död och Georgi Dimitrovs död föregående år, blev Vălko Tjervenkov premiärminister. Tjervenkov startade en process för att snabbare industrialisera Bulgarien.
Ändå var Tjervenkovs förankring även i kommunistpartiet för liten för honom för att klara sig då Josef Stalin var död. I mars 1954, ett år efter Stalins död, avsattes Tjervenkov som partisekreterare då de nya ledarna utsetts i Moskva, och ersattes av den unge Todor Zjivkov. Tjervenkov förblev premiärminister till april 1956, då han avsattes och ersattes av Anton Jugov.

### Zjivkov-åren

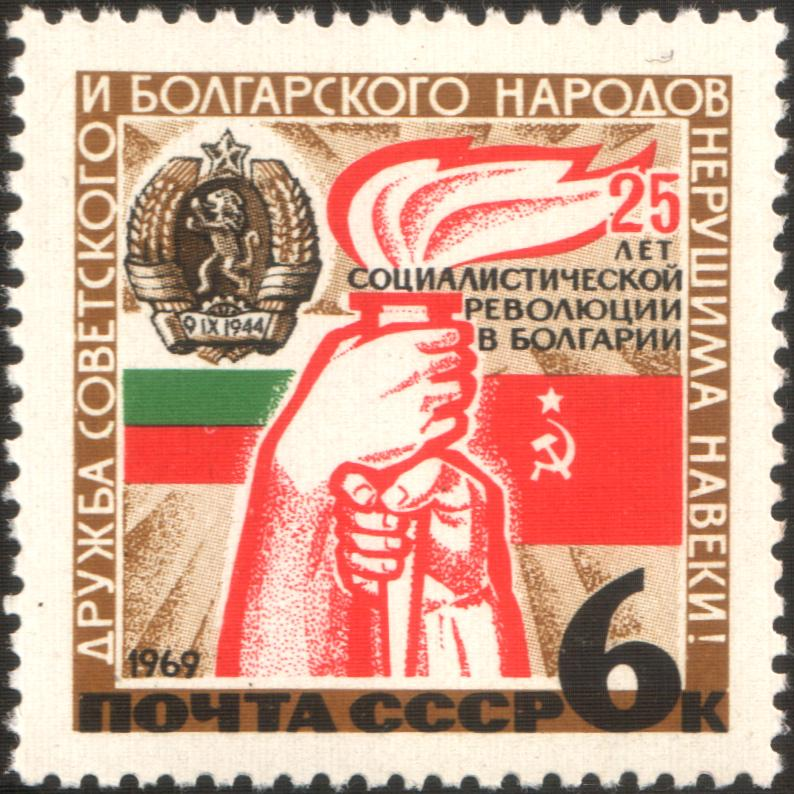
"Vänskapen mellan de sovjetiska och det bulgariska folket – oförstörbar för alltid", ett sovjetiskt frimärke från 1969 till 25-årsjubileet av socialistrevolutionen i Bulgarien.

Todor Zjivkov styrde sedan i Bulgarien de kommande 33 åren, och var lojal mot sovjeterna, men stödde en mer moderat inrikespolitik. Relationerna med Jugoslavien och Grekland återställdes, rättegångarna och avrättningarna mot Trajtjo Kostov och andra "titoister" (dock inte Nikola Petkov och andra icke-kommunistiska offer från utrensningarna under 1947) upphävdes officiellt. Begränsad yttrandefrihet återställdes, och förföljelsen av den bulgarisk-ortodoxa kyrkan upphörde.
Upproren i Polen och Ungern 1956 spred sig inte till Bulgarien, men partiet införde begränsningar för intellektuella och i tryckfriheten för att förhindra liknande revolter. Under 1960-talet antogs ekonomiska reformer, och man tillät fri försäljning av produktion som översteg planerade belopp. Bulgarien blev det mest populära turistmålet för östblockets folk. Bulgarien hade också en stor produktionsgrund för råvaror som cigaretter och choklad, vilket var svårt att komma åt i andra socialistiska länder.
Jugov drog sig tillbaka 1962, och Zjivkov blev sedan både premiärminister och partisekreterare. 1971, då man antog en ny konstitution, upphöjde Zjivkov sig själv som statsöverhuvud (ordförande för statsrådet) och gjorde Stanko Todorov till premiärminister. Under Zjivkovs epok bytte Sovjetunionen ledare från Nikita Chrusjtjov till Brezjnev 1964, och 1968 demonstrerade han återigen sin lojalitet gentemot Sovjetunionen genom att delta i invasionen av Tjeckoslovakien. Bulgarien blev allmänt betraktade som Sovjetunionens mest lojala allierade i Östeuropa.

### Kommunistregimens fall
Även om Zjivkov aldrig var som Stalin var hans regim runt 1981, då han fyllde 70, på väg att bli alltmer korrupt, autokratisk och oregelbunden, men en period av relativ liberalisering upphörde det året, då hans dotter Ljudmila dog. Detta visade sig mest i en kampanj med tvångsanpassning och förföljelser mot den etniska turkiska minoriteten (som utgjorde ungefär 10 procent av Bulgariens befolkning), som förbjöds tala turkiska och tvingades anta bulgariska namn under vintern 1984. Frågan ansträngde Bulgariens ekonomiska förbindelser med väst.
Snart kom Michail Gorbatjovs reformprogram i Sovjetunionen också att kännas i Bulgarien mot slutet av 1980-talet, då kommunisterna, liksom deras ledare, sedan länge hade blivit för svaga för att stå emot krav på förändring. I november 1989 hölls demonstrationer i ekologiska frågor i Sofia, och snart utvidgades dessa till en allmän kampanj för politiska reformer. Men det bulgariska kommunistpariets ledare, som nu insåg behovet av snabba förändringar, reagerade snabbt genom att avsätta Zjivkov och ersätta honom med den reformvänlige utrikesministern Petăr Mladenov den 10 november 1989. 
Maktbytet gav kommunistpartiet kort respit, och förhindrade troligen en revolutionär förändring. I februari 1990 gav kommunistpartiet upp sitt absoluta grepp om makten, och i juni 1990 hölls de första fria valen sedan 1946, vilket banade väg för demokrati med flerpartisystem i Bulgarien.

## Regering och politik

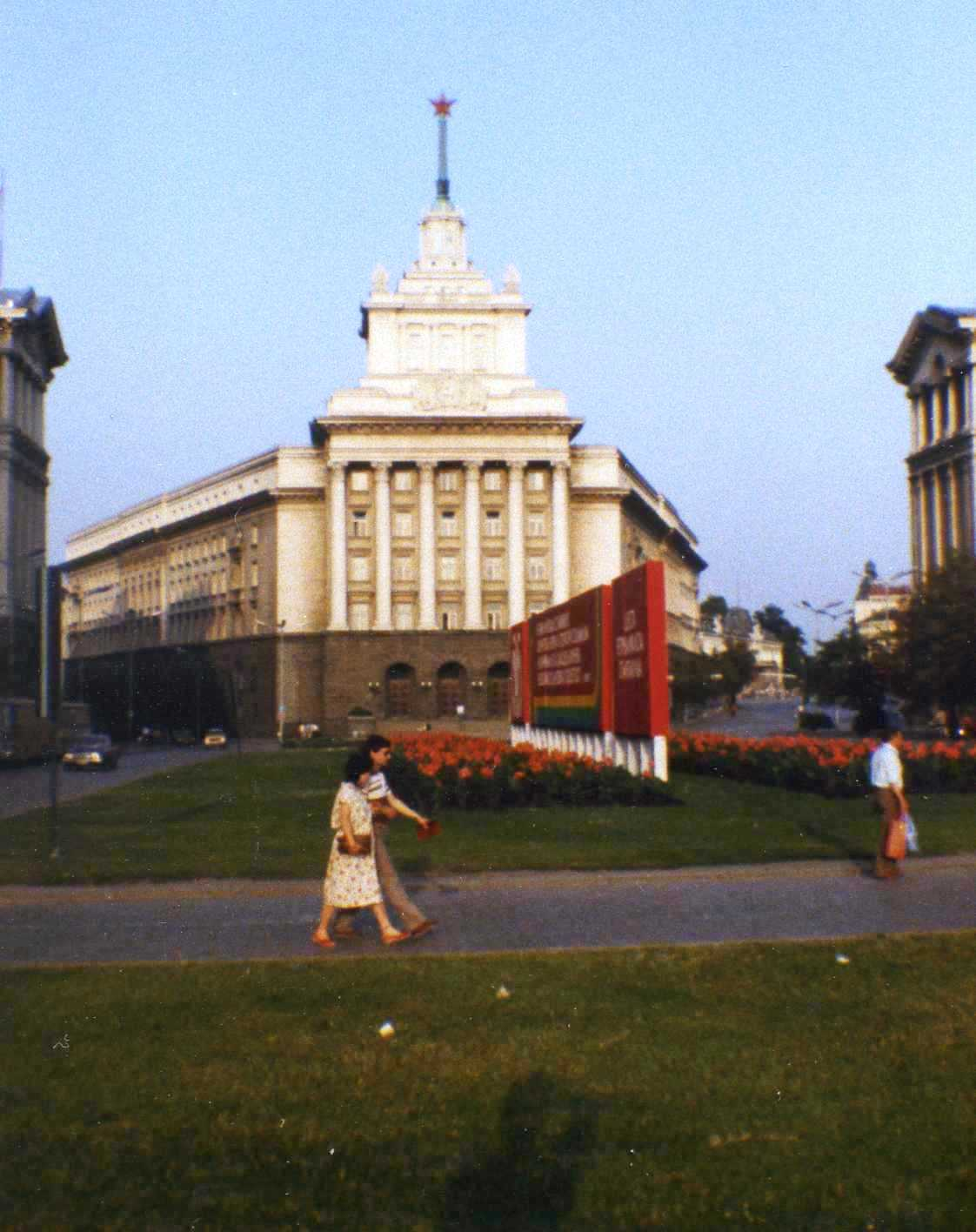
Bulgariska kommunistpartiets högkvarter 1984.

Folkrepubliken Bulgarien var en enpartikommuniststat. Bulgariens kommunistiska parti skapade en stor nomenklatura inom organisationen. Konstitutionen ändrades flera gånger, med Zjivkovkonstitutionen som den mest långlivade. Artikel 11 löd: "Folkrepubliken Bulgarien är en socialiststat, styrd av det arbetande folket i byn och staden. Ledande makt i samhälle och politik är det Bulgariska kommunistpartiet."
Staten var en så kallad folkdemokrati, där folkkommittéerna representerade lokalt självstyre. Deras uppgift var att utöva partibesluten i respektive områden, och samtidigt förlita sig på den allmänna opinionen i beslutsfattandet. I slutet av 1980-talet hade partiet uppskattningsvis en miljon medlemmar – mer än 10 procent av befolkningen.

## Militär
Då Bulgarien förklarats som folkrepublik 1946 antog militären snabbt en doktrin och organisation som var inspirerade av den sovjetiska organisationen. Bulgarien fick många vapen av Sovjetunionen, men utvecklade även en hemmamarknad för tillverkning av militära fordon. År 1988 bestod den bulgariska folkarmén (Българска народна армия) av 152 000 män, som tjänstgjorde i fyra olika grenar – Marktrupper, flotta, flyg- och luftförsvar samt missilstyrkor. 
Den bulgariska folkarmén använde en mängd utrustning i förhållande till Bulgariens storlek – 3 000 stridsvagnar, 2 000 beväpnade fordon, 2 500 grovkalibriga artilleripjäser, över 500 stridsflygplan, 33 örlogsfartyg, samt 67 Scudplattformar, 24 SS-23-plattformar och tiotals FROG-7-artilleriraketplattformar.

## Ekonomi

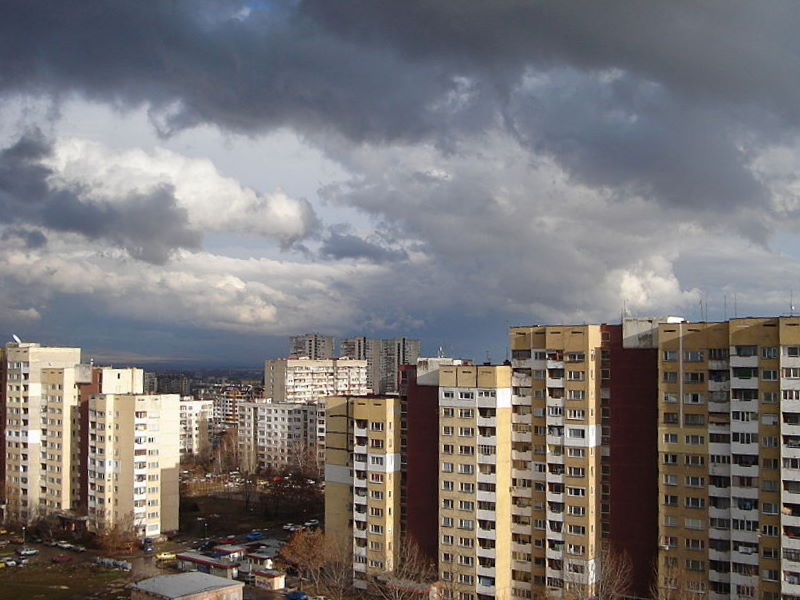
Förtillverkade lägenheter i Mladost i Sofia.

Folkrepubliken Bulgarien var en planekonomi, precis som övriga Comecon-medlemsstater. I mitten av 1940-talet, då kollektiviseringsprocessen började, var Bulgarien främst ett jordbruksland, där omkring 80 procent av befolkningen levde på landsbygden. Produktionsmedlen i nästan alla sektorer nationaliserades, även om det inte var förrän på Vălko Tjervenkovs tid som privat ekonomisk aktivitet helt avskaffades. 
Trots negativa effekter i andra länder ökade den bulgariska jordbruksproduktionen snabbt efter kollektiviseringen. Stora statliga subventioner användes varje år för att täcka förlusterna från de artificiellt sänkta konsumentpriserna.
Tjervenkovs stalinistiska politik ledde till massiv industrialisering och utveckling av energisektorn, som ännu är en av Bulgariens mest avancerade ekonomiska sektorer. Hans styre varade mellan 1950 och 1956, och då byggdes bland annat dussintals dammar och vattenkraftverk, kemiska fabriker, guld- och koppargruvor.
Krigstidens kuponger avskaffades, sjukvård och utbildning blev gratis. Allt detta uppnåddes med strikt statlig kontroll och organisation, fångar i arbetslägren och bulgariska brigadgeneralrörelsen, en ungdomsarbetarrörelse där ungdomar arbetade frivilligt på byggprojekt.
På 1960-talet införde Todor Zjivkov flera reformer som hade positiv effekt på ekonomin. Han bevarade planhushållningen, men betonade också lätt industri, jordbruk, turism, samt informationsteknologi under 1970- och 80-talen. Överskotten från jordbruksproduktionen kunde säljas fritt, priserna sänktes ännu mer, och ny utrustning för lätt industriproduktion importerades. Bulgarien blev 1965 också första kommunistland att köpa en licens av Coca-Cola. Produktens logotyp skrevs med det kyrilliska alfabetet.
Fastän den var väldigt stabil, drabbades ekonomin av samma problem som övriga länder i Östeuropa – man handlade nästan bara med Sovjetunionen (över 60 procent) och man tog inte hänsyn till om det fanns marknader för många av de varor som producerades. Detta resulterade i överskott av vissa produkter, och underskott för andra varor.
Förutom Sovjetunionen var Östtyskland och Tjeckoslovakien viktiga handelspartners, men också utomeuropeiska länder som Mongoliet och flera afrikanska länder, som också köpte flera bulgariska varor. Bulgarien hade också goda handelsrelationer med flera icke-kommunistiska industriländer, främst Västtyskland och Italien. För att bekämpa den dåliga kvaliteten på många av varorna infördes 1970 en omfattande statlig standard, som innehöll exakta och stränga kvalitetskrav för alla typer av produkter, maskiner och byggnader.
Folkrepubliken Bulgarien hade en genomsnittlig BNP per capita för östblocket. En jämförande tabell anges nedan. Åtminstone på papperet var i genomsnitt köpkraften bland de lägsta i östblocket, främst på grund av den större tillgången på råvaror än i andra socialistiska länder. Arbetstagare som var anställda utomlands fick ofta högre lön, då de skulle ha råd med ett större utbud av varor att köpa. Enligt officiella siffror hade 100 av 100 hushåll 1988 en TV, 95 av 100 hade en radio, 96 av 100 hade ett kylskåp, och 40 av 100 hade en bil.
| Per capita BNP (1990 $[10]) | 1950   | 1973    | 1989[11] | 1990                                 |
| --------------------------- | ------ | ------- | -------- | ------------------------------------ |
| USA                         | $9,561 | $16,689 | n/a      | $23,214                              |
| Finland                     | $4,253 | $11,085 | $16,676  | $16,868                              |
| Österrike                   | $3,706 | $11,235 | $16,305  | $16,881                              |
| Italien                     | $3,502 | $10,643 | $15,650  | $16,320                              |
| Tjeckoslovakien             | $3,501 | $7,041  | $8,729   | $8,895 (Tjeckien) $7,762 (Slovakien) |
| Sovjetunionen               | $2,834 | $6,058  | n/a      | $6,871                               |
| Ungern                      | $2,480 | $5,596  | $6,787   | $6,471                               |
| Polen                       | $2,447 | $5,334  | n/a      | $5,115                               |
| Spanien                     | $2,397 | $8,739  | $11,752  | $12,210                              |
| Portugal                    | $2,069 | $7,343  | $10,355  | $10,852                              |
| Grekland                    | $1,915 | $7,655  | $10,262  | $9,904                               |
| Bulgarien                   | $1,651 | $5,284  | $6,217   | $5,552                               |
| Jugoslavien                 | $1,585 | $4,350  | $5,917   | $5,695                               |
| Rumänien                    | $1,182 | $3,477  | $3,890   | $3,525                               |
| Albanien                    | $1,101 | $2,252  | n/a      | $2,482                               |

## Kultur
Kulturen var strikt regeringskontrollerad, även om det ibland kom perioder av liberalisering. Lagen om intellektuellt liv varade från 1951 till mitten av årtiondet. Vălko Tjervenkovs avgång och det litterära och kulturella uppsvinget i Sovjetunionen gjorde att man väntade sig att processen skulle fortsätta, men Ungernrevolten 1956 skrämde de bulgariska ledarna från uppmuntran av oliktänkande intellektuell aktivitet.